# 一言主神社 (常総市)
一言主神社（ひとことぬしじんじゃ）は、茨城県常総市にある神社。一言明神（ひとことみょうじん）ともいう。正月3が日には例年15万人の参拝客が訪れる、茨城県西地域有数の初詣スポットである。
旧社格は村社。

## 祭神
祭神は一言主大神（別名・事代主神、俗に恵美須神とも）。
福の神としてのほか、商売・災禍・農作・縁結び・平和の神といわれ、たった一言の願い事であっても聞き入れてもらえるという。一生に一度だけご利益を得られるという信仰もあり、非常時に家族が神社を訪れて祈願するという。
千葉・東京方面に多くの信者を持つ。

### 境内社
『茨城県神社写真帳』には、天満神社（菅原道真）、白山神社（木花咲耶姫命）、香取神社（経津主神）、稲荷神社（保食命）の4社が記されている。現在、香取神社と稲荷神社は香取社・稲荷社合社になっている。
現在の境内社は、大黒社（大国主命）、香取社・稲荷社（宇迦之御魂大神、経津主大神）、縁結社、合社（三峯神社を始めとする13社）の4社である。
合社の13社は、明治42年3月、旧菅生村に鎮座していた下記の神社（いずれも旧無格社）を合併したものである。三峯神社（日本武尊）、愛宕神社（軻遇突智命）、八幡神社（誉田別尊）、三王神社（大山祇命）、妙見神社（月読命）、天神社（菅原道真）、道祖神社（猿田彦命）、別雷神社（別雷命）、八坂神社（速須佐之男命）、大日孁貴神社（大日孁貴命）、白髪神社（猿田彦命）、浅間神社（木花咲耶姫命）、厳島神社（市杵島姫命）。

## 歴史
- 大同4年11月13日（809年12月23日）（平安時代） - 創建。大和国葛上郡、葛城一言主神社（現・奈良県御所市）より一言主神を迎える[1][6][3]。創建の地は現社地の西方であり、怪光とともに雪中からタケノコが生え、三岐の竹になったという伝承がある[3]。このため、「三竹山一言主神社」の異名を持つ[3]。
- 長禄3年4月（1459年）（室町時代） - 荒廃していた社殿を、平将門の子孫で下総国の守谷城城主であった相馬弾正胤広が再建[1][4][12]。
- 天文19年（1550年）（戦国時代） - 兵乱で拝殿が損壊[4]。永禄年間には半焼[12]。
- 万治2年（1659年）（江戸時代） - この頃より、葛城流からくり綱火（大塚戸の綱火、後述）が始まる[6]。
- 元禄13年正月13日（1700年3月3日）（江戸時代） - 本殿を大規模修理[1]（棟札あり）。
- 慶応3年（1867年）（江戸時代末期） - 拝殿が一般からの寄進により再建[4]。
- 明治維新の後、神仏分離令により一言主神社を管轄していた善光寺が廃寺となり、当時の僧が初代神官となる[3]。近代社格制度では村社に列する。
- 1909年（明治42年）3月、神社整理により大塚戸に祀られている13社を合併[3]。
- 1970年（昭和45年） - 本殿の屋根を茅葺から銅板葺（檜皮葺風）に更新[1][7]。

## 境内
境内の面積は約2,800坪（約0.92ha）で、1940年（昭和15年）の1,962坪（約0.65ha）から大きく拡張した。拡張分のほとんどは駐車場に充てられている。境内の常夜灯、鳥居、玉垣は信仰者から寄進を受けたものである。
- 本殿 - 一間社流造で屋根は銅板葺（檜皮葺風、もと茅葺）[1][7]。1459年に建てられた本殿を手本に1700年に再建されたものとされ、紀元二千六百年記念行事の一環で1940年に屋根を葺き替え、明治100年記念事業として1970年に増改築、銅板葺となった[7]。市指定文化財（建造物として1984年3月15日指定）[14]。
- 拝殿 - 明治100年記念事業として1970年に増改築を行った[7]。
- 参集殿 - 1973年新築[13]。
- 結婚式場 - 1978年新築[13]。
- 大塚戸のムクノキ - 1株のムクノキ。樹齢は500年。市指定文化財（天然記念物として1981年12月10日指定）[9][14]。
- 三岐（みつまた）の竹 - 神社の縁起に由来する竹[3][6]。3本に枝分かれしている。かつて当地に突如として出現し、葛城一言主神社の神を名乗り、村人らに神社を建てさせたという[9]。

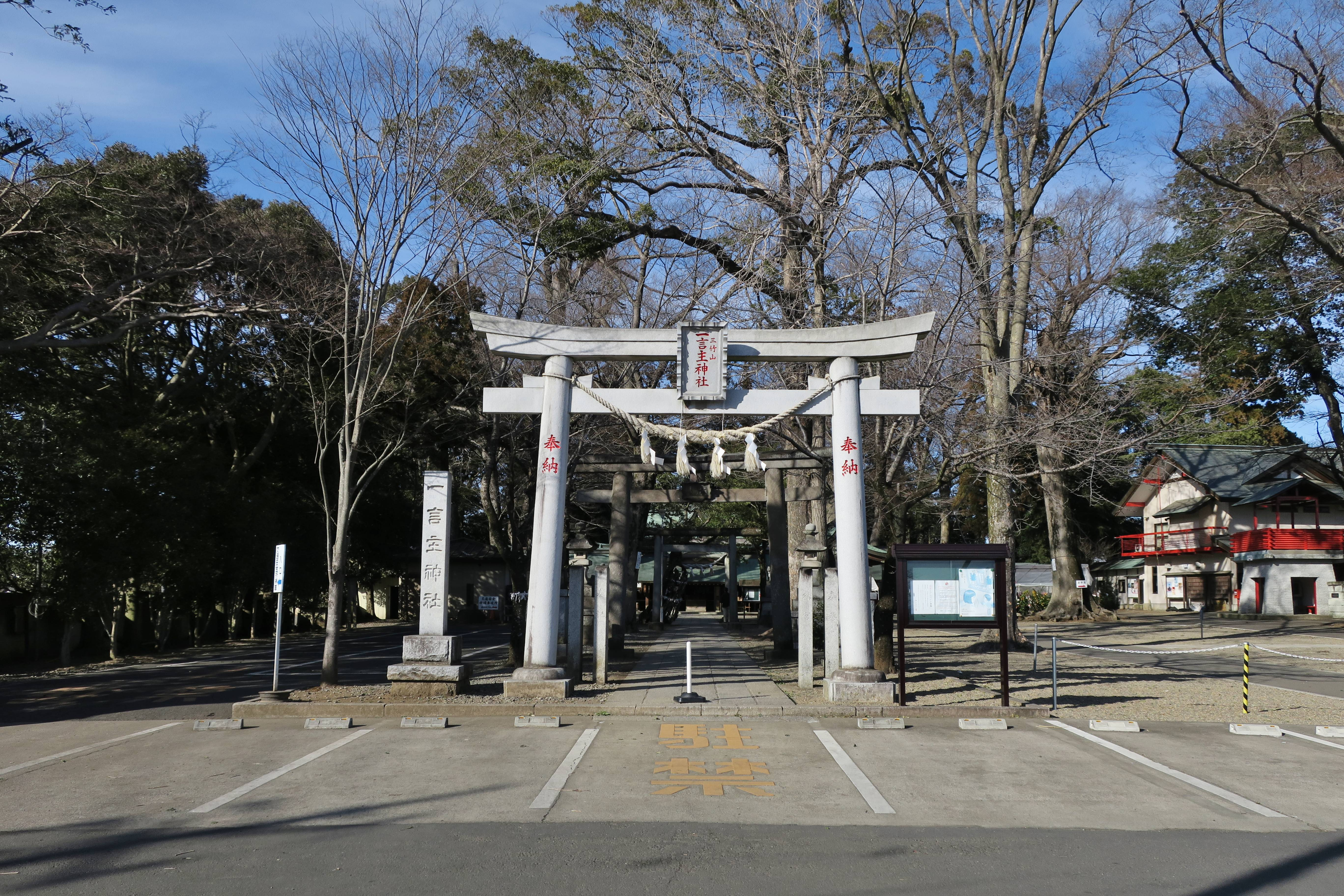
境内
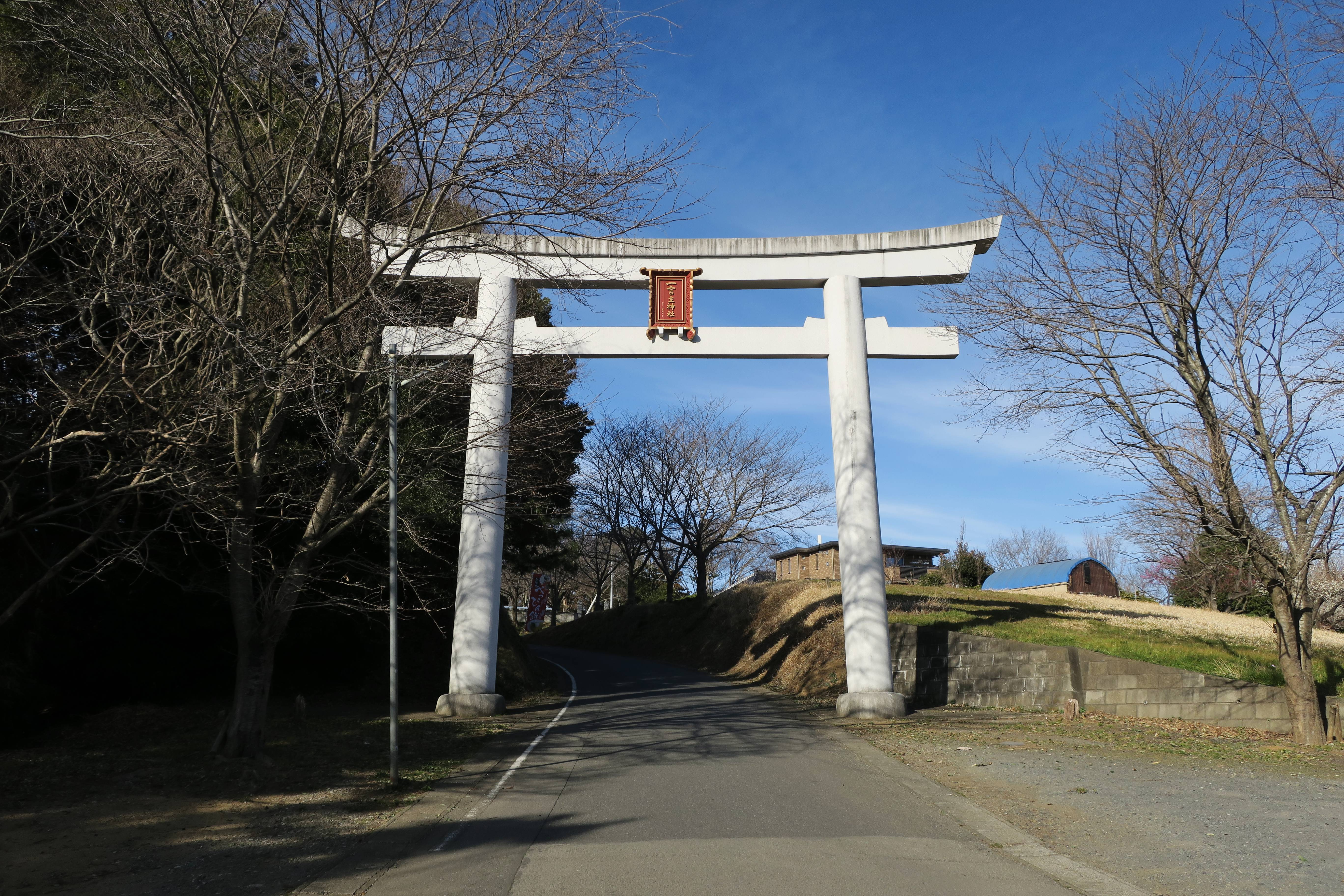
大鳥居
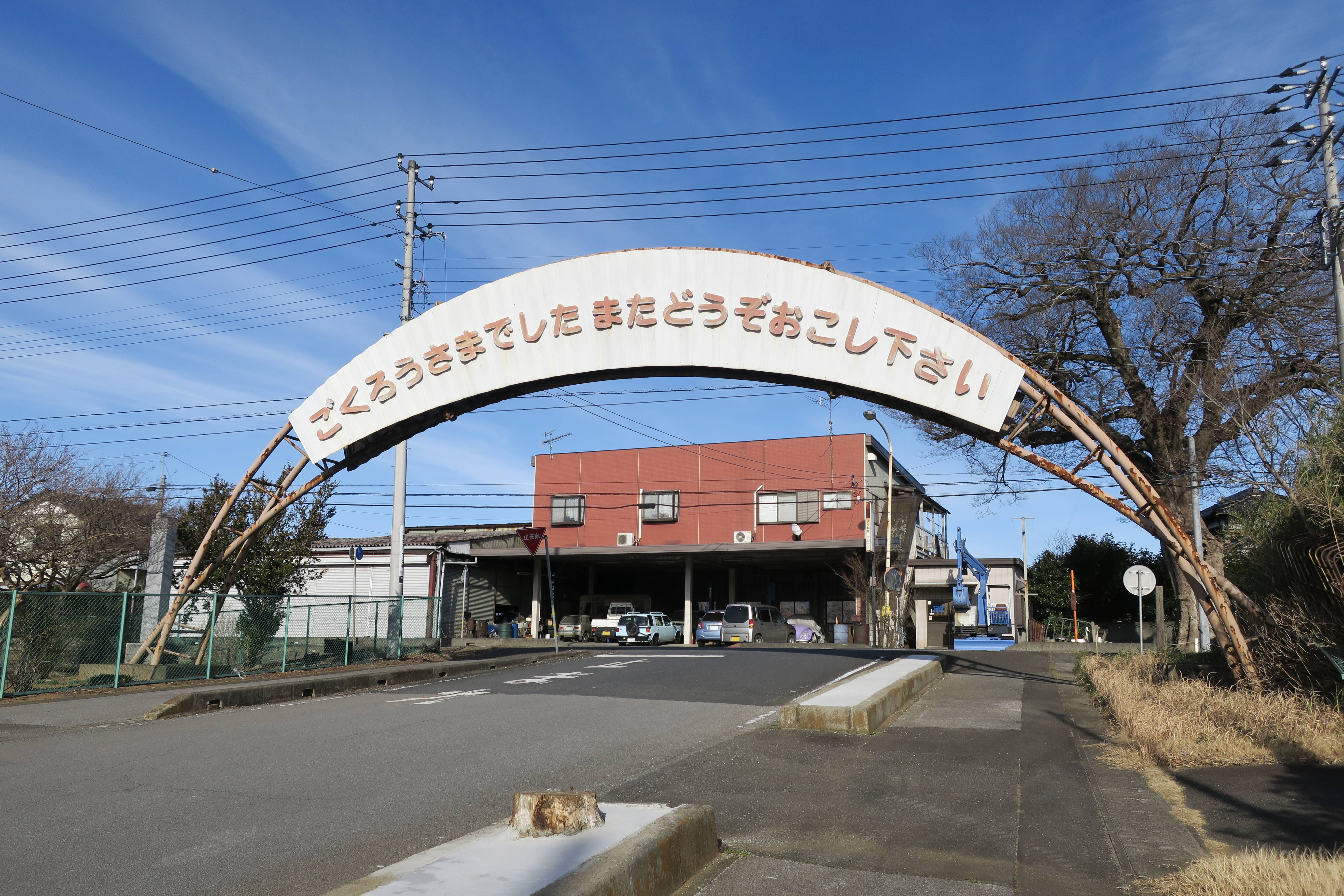
アーチ（内側） 外側（県道側）には「一言主神社入口」と記されている[15]。
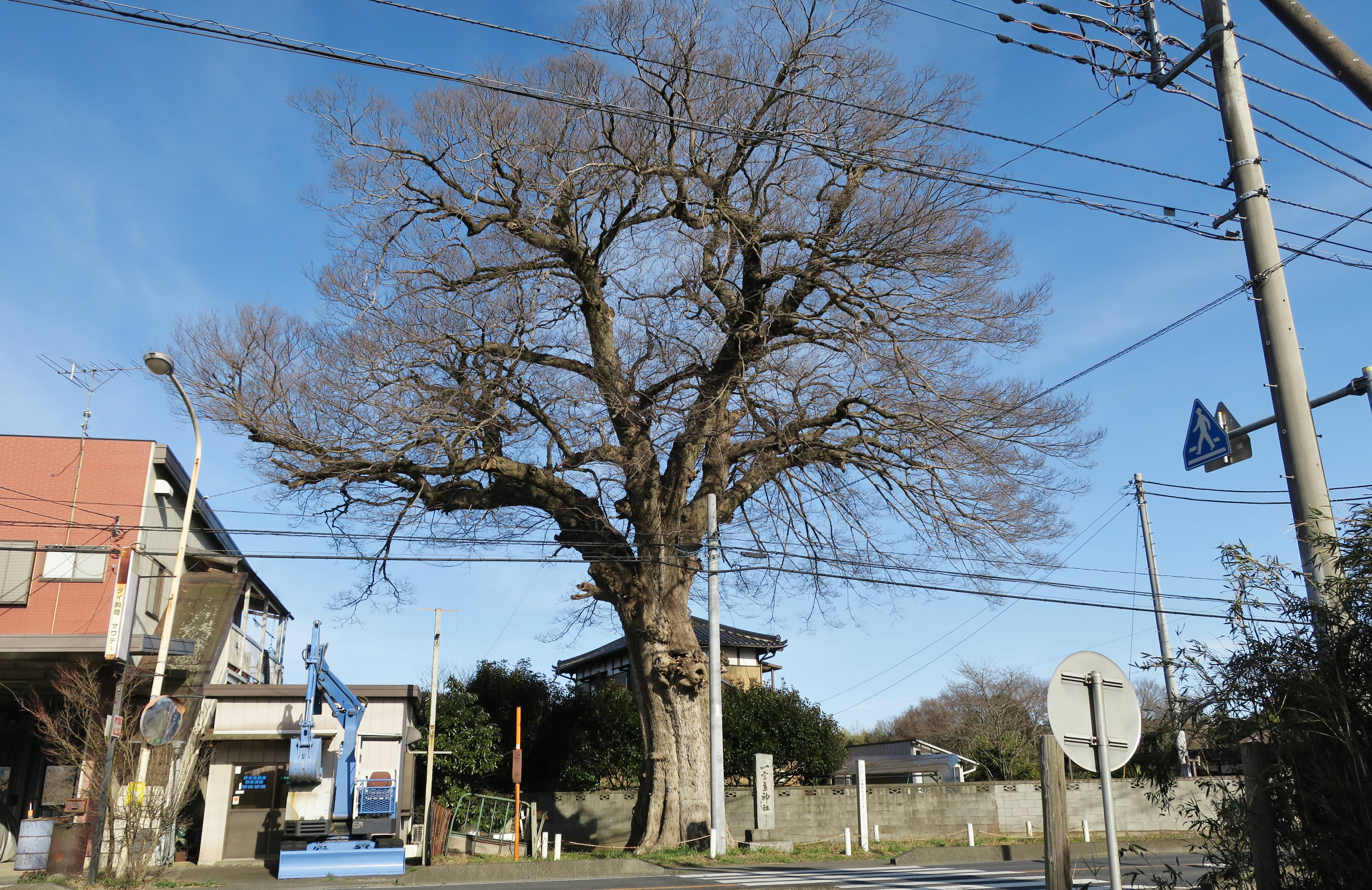
県道を挟んで向かいに生える「大塚戸のムクノキ」

## 祭事
9月13日の例大祭に参拝者が集中する傾向があったが、2010年代には正月、月次祭を始め、特別な神事のない平日の参拝者も多い。
- 元旦祭（1月1日）[4][9]
- 春季祭（植木祭、4月13日）[4][9]
- 例大祭（9月13日） - 通称は花火祭り[17]。操り人形と仕掛け花火を組み合わせた民俗芸能・大塚戸の綱火（葛城流からくり綱火）が奉納される。綱火は江戸時代、万治2年頃に始まったと伝わる。元は旧暦8月13日の前後3日間開催されたが、1915年（大正4年）から太陽暦の9月13日に変更された[17]。1947年（昭和22年）を以て中断されたが、1969年（昭和44年）に復活。茨城県指定文化財（無形民俗文化財として1999年11月25日指定）[4][14][9][18][19]。
- 菊花祭（10月下旬 - 11月下旬） - 1984年（昭和59年）に宮司の発案で創始[20]。400鉢ほどの菊が一言主神社菊花会によって展示される[20]。
- 新嘗祭（12月13日）[12]
- 月次祭（月嘗祭、毎月13日）[4][9]
- 骨董市（毎月第3日曜日）[9] - 栃木県真岡市の大前神社で骨董市を開催する組織が主体となって開催する[20]。骨董市の規模としては茨城県最大級とされる[20]。

## 一言主信仰
近代にはすでに著名な神社であり、秋季例大祭の「からくり綱火」や神威が知られていた。鹿島郡や行方郡では「徴兵検査で不合格になった」、「日露戦争の召集令状が届かなかった」、「医師に見放された患者が全快した」など世評が高く、両郡から多くの人が参拝に訪れた。
鎮座地の大塚戸町には氏子組織があり、町内6つの班から1人ずつ氏子総代を選出している。氏子総代は世襲制で任期はない。
1960年代後半から1970年代中期には各地に一言主神社を崇拝する講社が結成され、最盛期の例大祭にはバス500台が詰めかけるほどであったという。しかし、その後講社は衰退したため、神社では看板の設置や昇殿祈祷の実施、祈祷料の明確化を行って個人参拝者誘致を試みた。
2011年（平成23年）の講社数は25社で、茨城県に12社（桜川市・笠間市・稲敷市など）、千葉県に11社（八千代市・成田市・佐倉市など）、東京都と栃木県に各1社となっている。講社の講員は例大祭の折に全員で昇殿祈願を行う（総参）。
個人参拝者は神社から半径60km圏内からの来訪が多く、2011年（平成23年）の昇殿祈願者は茨城県（常総市・守谷市・坂東市など）から9,208人、千葉県（野田市・柏市・我孫子市など）から2,380人、埼玉県から659人、以下、東京都、栃木県、神奈川県となっている。

## ミツバチ専用水飲み場
例年、夏場にミツバチが手水舎に集まると、その一角にミツバチ専用の水飲み場が設置される。器には半分に割った竹が使用されており、ミツバチが溺れないように足場として苔や小石が盛られ、苔が湿る程度の水を細竹で引き込んでいる。また微笑ましい雰囲気を出すため、神社の境内のミニチュアのように製作されている。
水飲み場が初めて設置されたのは2016年の夏である。手水舎に集まったミツバチに「刺されそうで怖い」と参拝客から苦情があり、うまく共存する方法を考え設置した。ミツバチは身体に蓄えた水で巣を冷やしたり、蜜を薄めて幼虫に与えているとされる。危害を与えなければ人を刺すおそれはなく、神社は「刺激せず温かく見守ってほしい」としている。
参拝客からは「微笑ましい」「癒される」と好評で、SNS上でも称賛されており、「ミツバチに世界一優しい神社」と言われている。

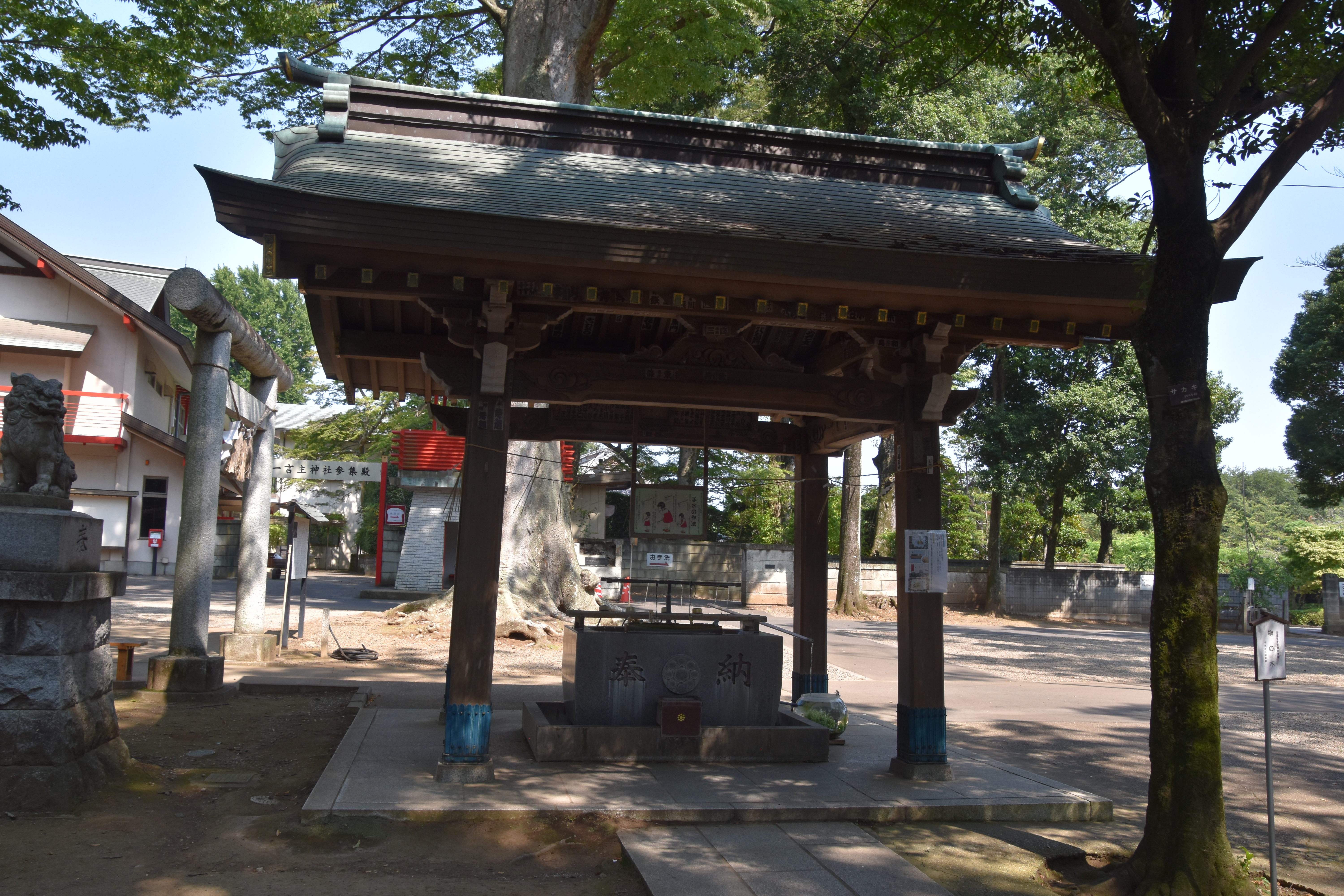
手水舎。
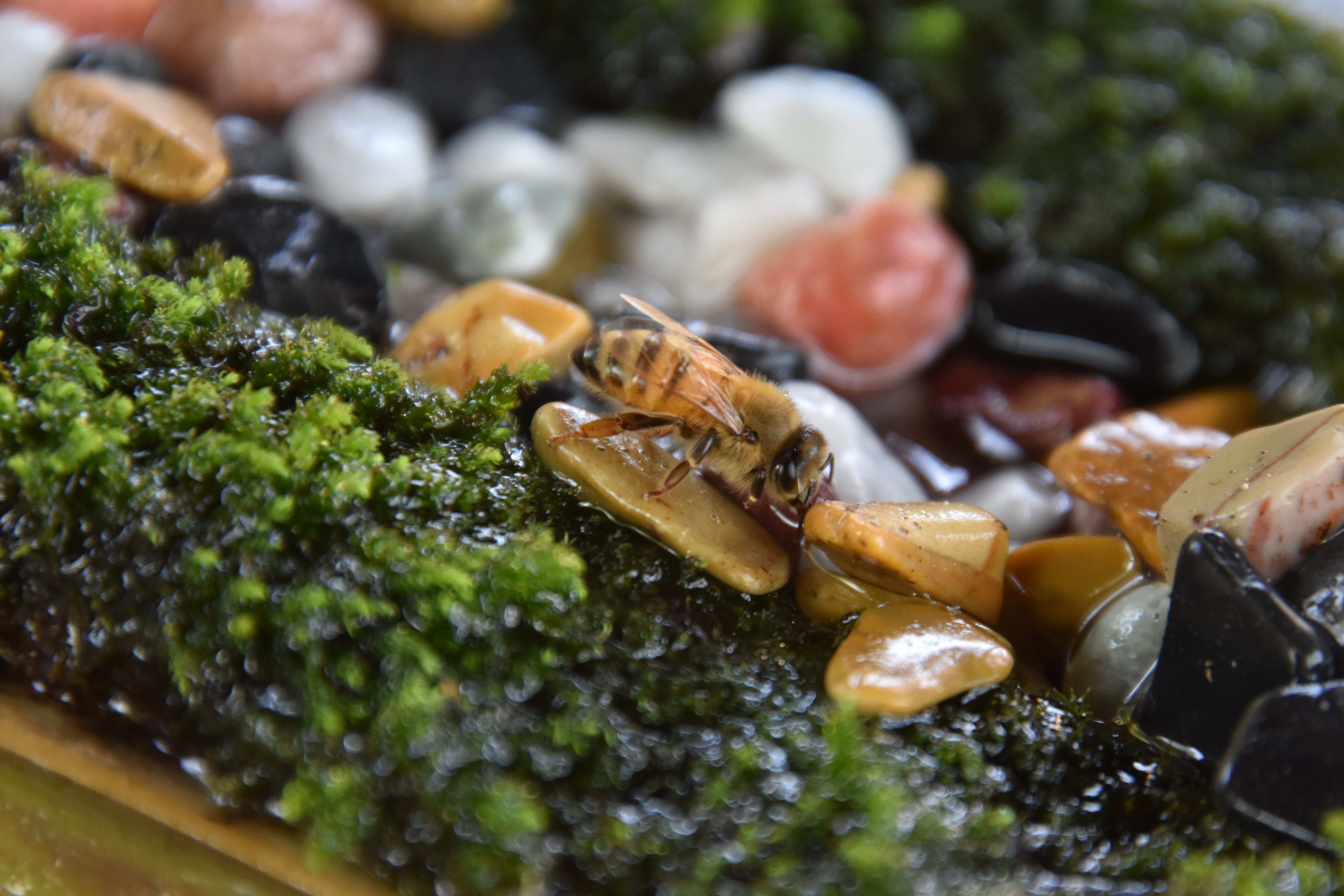
水を飲むミツバチ。
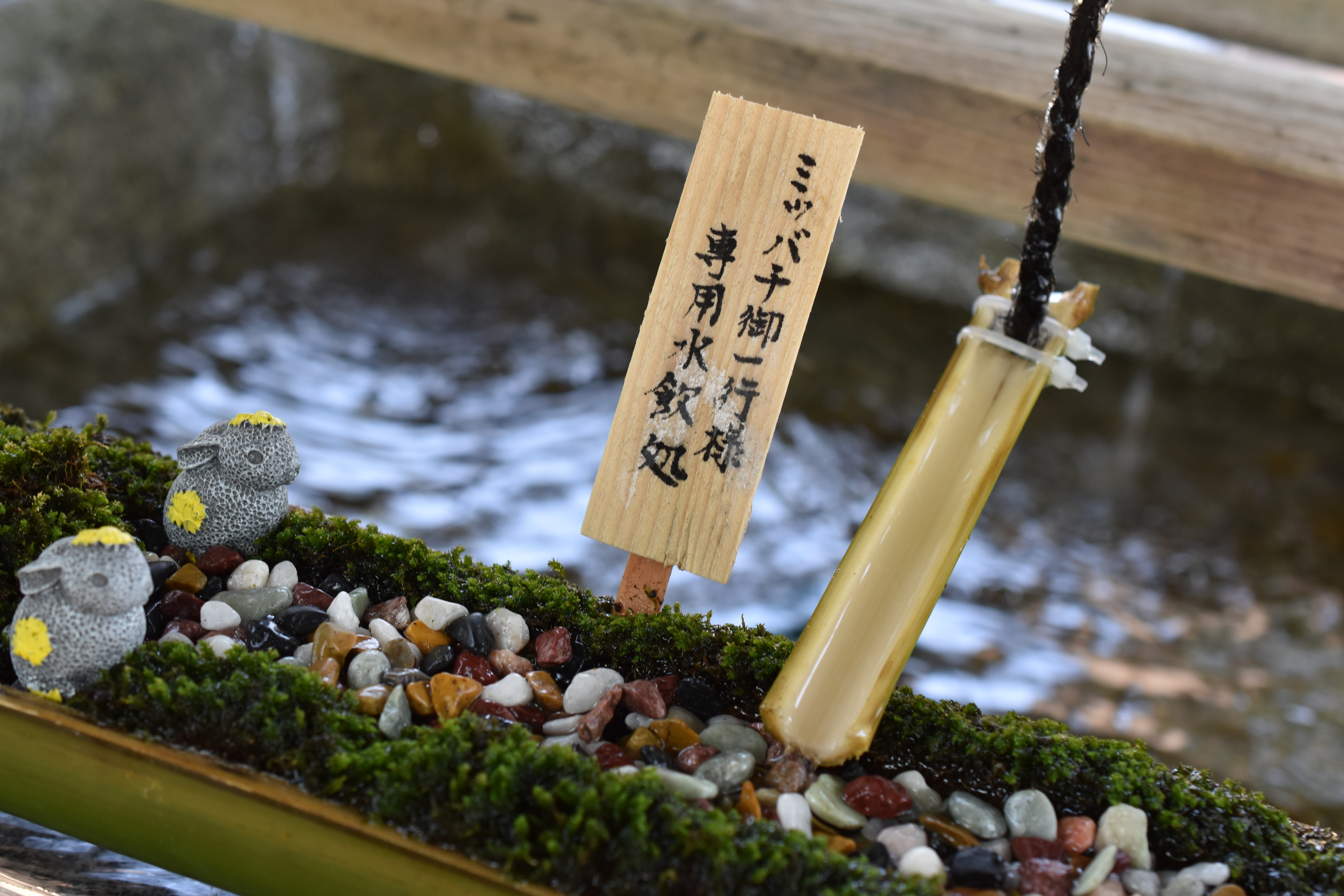
「ミツバチ御一行様専用」。
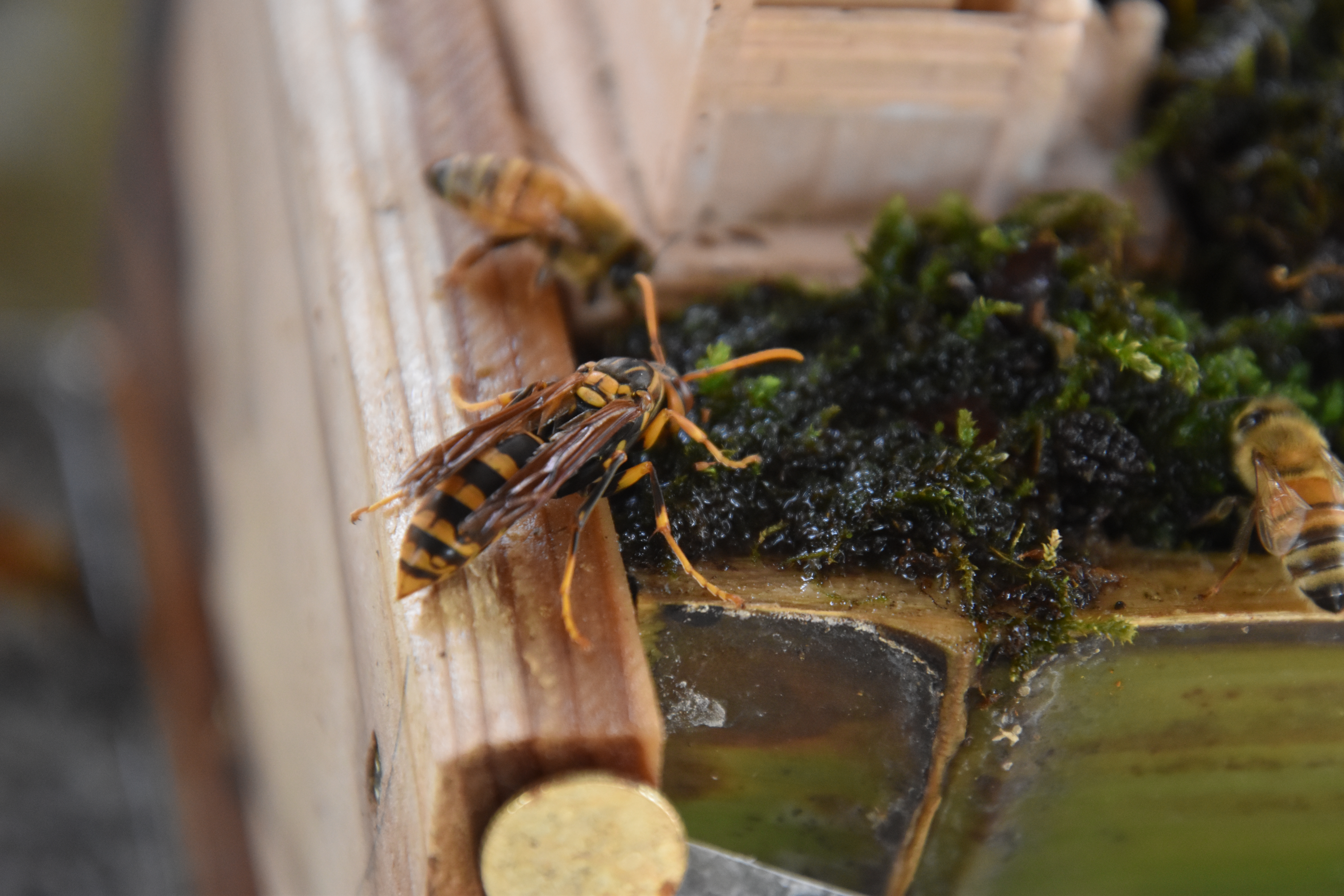
アシナガバチ。

## 交通アクセス
一言主神社のある常総市大塚戸町は菅生沼を挟んで坂東市と隣接し、ニュータウン開発の進む守谷市や内守谷町きぬの里からのアクセスが良い。
公共交通機関
関東鉄道常総線および首都圏新都市鉄道つくばエクスプレス・守谷駅からタクシーで25分。
関東鉄道常総線・水海道駅からタクシーで15分。
JOY BUS・小絹駅からのアクセスも曜日によって可能で、水曜日・土曜日は「豊岡・菅生ルート」が2往復、日曜日は「日曜日小絹駅ルート」が7往復運行、いずれも「一言主神社」下車すぐ。
かつては路線バスも運行されていた（関東鉄道水海道営業所#廃止路線を参照）。
自家用自動車
常磐自動車道・谷和原インターチェンジから自動車で15分。4か所に合計500台が駐車可能な駐車場がある。